# Escrófula
Escrófula, é o termo vulgar da patologia Linfadenite Cervical Micobacteriana, referindo-se a uma linfadenite cervical dos linfonodos associados à tuberculose, assim como as não tuberculosas (em casos atípicos) micobacterianas.
Também designada popularmente de alporca ou alporque. É uma afecção mórbida geral do organismo, dando lugar a várias moléstias, quase todas de natureza tuberculosa, sobretudo dos gânglios linfáticos (adenites tuberculosas), principalmente do pescoço, da pele e das mucosas, com tendência à cronicidade, à supuração e à ulceração. (Dr. Nilo Cairo — Guia de Medicina)
Na Idade Média, esta doença chegou a ser conhecida como “mal do rei” pois nessa altura acreditava-se que os reis tinham capacidade de cura, por terem sido escolhidos por Deus para exercerem o cargo de monarcas, e para isso faziam uso do chamado "toque real" para os seus súbitos.

## Doença
Escrófula ou escrófulo ou alporca é o termo utilizado para a linfadenopatia do pescoço, como resultado da infecção nos gânglios linfáticos ou linfonodos submandibular e cervical, conhecidos como linfadenite. Ela pode ser causada por micobactérias tuberculosas, ou não. Cerca de 95% dos casos em adultos, a escrófula é causadas por Mycobacterium tuberculosis, na maioria das vezes em pacientes imunodeficientes (cerca de 50% dos casos de linfadenopatia tuberculosa cervical). Em crianças imunodeficientes, escrófula é adquirida por micobactéria atípica (Mycobacterium scrofulaceum) e outras micobactérias não tuberculosas (MNT). Ao contrário dos casos em adultos, apenas 8% dos casos em crianças são tuberculosa. Com a forte diminuição da tuberculose na segunda metade do século 20, escrófula tornou-se uma doença menos comum em adultos, mas manteve-se comum em crianças. Com o surgimento da AIDS, no entanto, ele mostrou um ressurgimento, e atualmente afeta cerca de 5% dos pacientes com imunodeficiência.

## Sinais e sintomas
Os sinais e sintomas mais comuns são o aparecimento de uma massa crônica e indolor no pescoço, que é persistente e geralmente cresce com o tempo. A massa é chamada de "abscesso frio", porque não há cor ou calor local e a pele sobrejacente adquire uma cor violácea (roxo-azulada). As infecções por MNT não apresentam outros sintomas constitucionais notáveis, mas a escrófula causada pela tuberculose geralmente é acompanhada por outros sintomas da doença, como febre, calafrios, mal-estar e perda de peso em cerca de 43% dos pacientes. À medida que a lesão progride, a pele fica aderida à massa e pode se romper, formando um seio e uma ferida aberta. O resultado fatal que alguns pacientes experimentaram em tempos anteriores foi devido a uma apresentação semelhante a queijo dos pulmões e às lesões do Mal do Rei. Também foi associada à tuberculose pulmonar.
A linfadenite cervical é comumente causada por uma infecção de micobactérias na região da cabeça. Esta doença é muito inconsistente; casos podem ter diferentes achados laboratoriais. Às vezes, a doença pode ocorrer devido à doença da tuberculose. No entanto, é vital que, caso a caso, seja determinado se a causa é micobactéria tuberculosa ou não tuberculosa, pois o tratamento geralmente difere entre as duas formas.

## Diagnóstico
O diagnóstico geralmente é realizado por biópsia aspirativa por agulha ou biópsia excisional da massa e demonstração histológica de bactérias álcool-ácido resistentes coráveis no caso de infecção por M. tuberculosis (coloração de Ziehl-Neelsen), ou cultura de MNT usando técnicas específicas de crescimento e coloração.

### Patologia
O padrão histológico clássico da escrófula apresenta granulomas caseosos com necrose acelular central (necrose caseosa) circundados por inflamação granulomatosa com células gigantes multinucleadas. Embora a linfadenite tuberculosa e não tuberculosa sejam morfologicamente idênticas, o padrão é um pouco distinto de outras causas de linfadenite bacteriana.